# フランチェスコ・デッレ・オペレの肖像
『フランチェスコ・デッレ・オペレの肖像』（伊: Ritratto di Francesco Maria delle Opere, 英: Portrait of Francesco delle Opere）は、盛期ルネサンスのイタリアの巨匠ピエトロ・ペルジーノが1494年に制作した肖像画である。油彩。フィレンツェの職人フランチェスコ・ディ・ロレンツォ・ディ・ピエロ・デッレ・オペレ（Francesco di Lorenzo di Piero delle Opere was a Florentine）を描いた作品で、枢機卿レオポルド・デ・メディチの時代にはメディチ家のコレクションに含まれていたことが知られている。保存状態は極めて良好である。現在はフィレンツェのウフィツィ美術館に所蔵されている。

## 人物

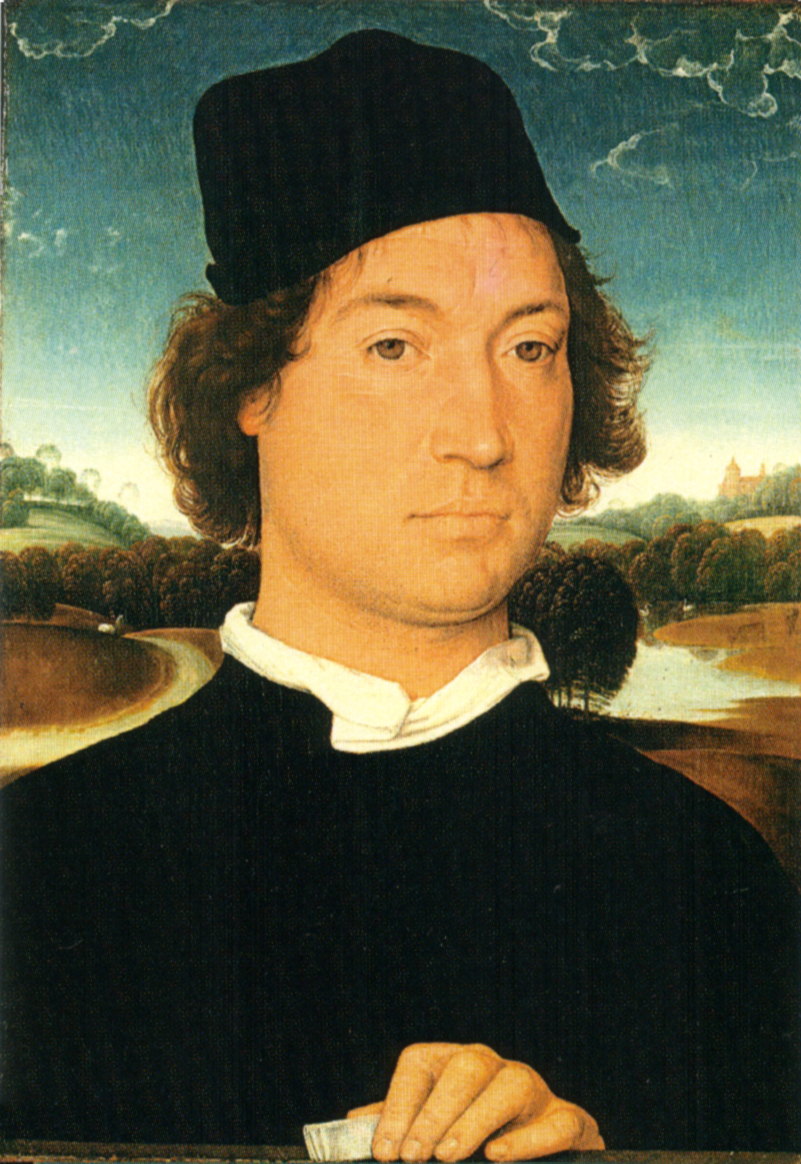
ハンス・メムリンクの『手紙を持つ男の肖像』。画面の男は湖のある風景を背景に、手紙を持った左手を欄干の上に置いている。ウフィツィ美術館所蔵。

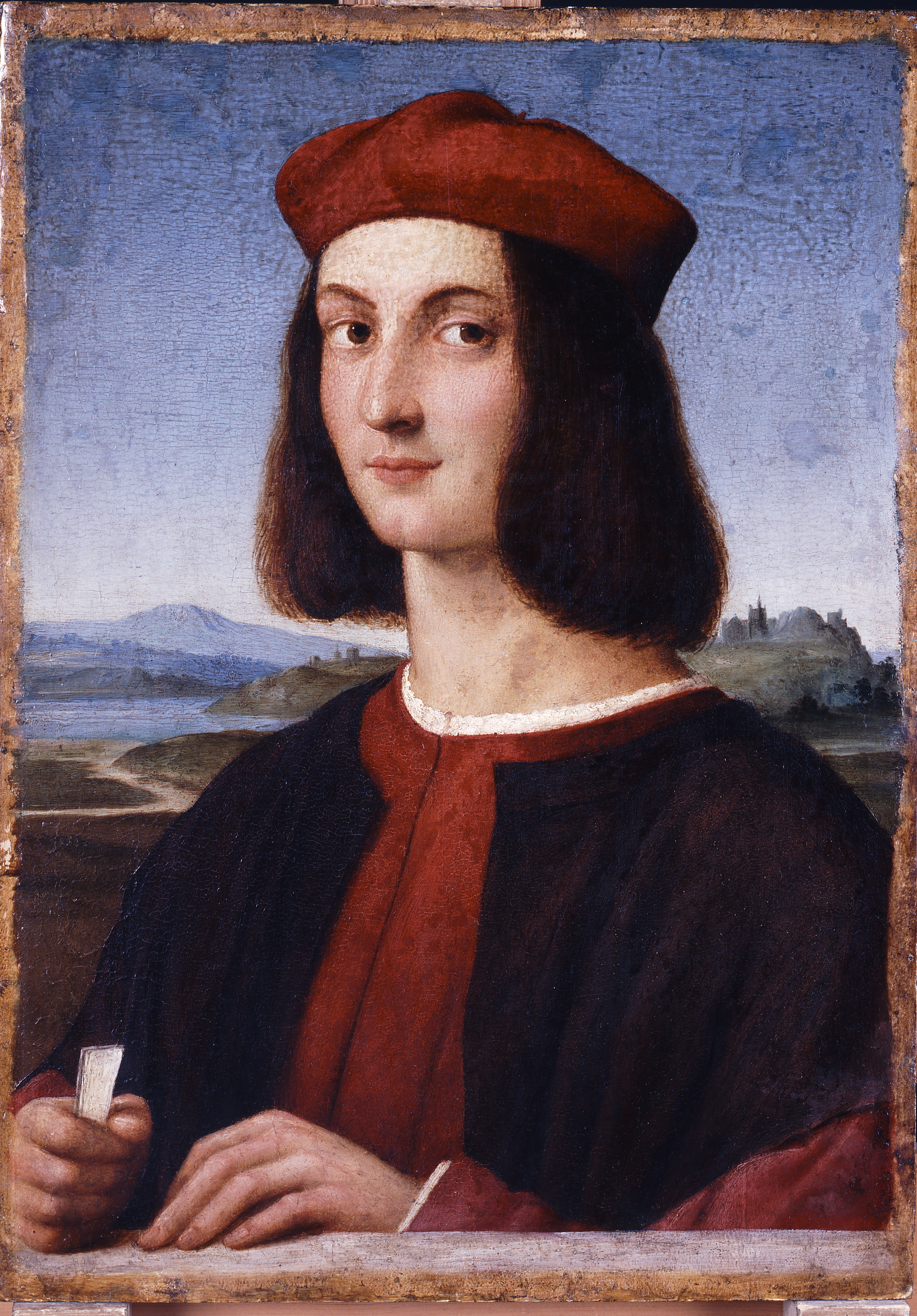
ラファエロ・サンツィオの『若い男の肖像』。本作品の影響がうかがわれる。ブダペスト国立西洋美術館所蔵。

フランチェスコ・ディ・オペレは1450年頃に宝石の彫刻や織物を織る職人の家庭に生まれた。オペレ（Opere, 「作品」の意）という姓はこれに由来している。年の離れた宝石彫刻家ジョヴァンニ・デッレ・コルニオーレ（Giovanni delle Corniole）と兄弟。のちにヴェネツィアに移った。肖像画が描かれた2年後の1496年に死去。

## 作品
ペルジーノはフランチェスコ・デッレ・オペレを四分の三正面を向いた胸像として描いている。オペレは黒のケープを羽織り、その下に前開きの赤い衣装と白いシャツを着ている。また濃い巻きの上にケープと同じ色の帽子をかぶっている。オペレは欄干の向こう側に座っており、両手を欄干の上に置き、右手にラテン語で「神を敬え」を意味する短い言葉「TIMETE DEUM」が記された紙片を握っている。この言葉は『新約聖書』の「ヨハネの黙示録」14章7節に登場し、フィレンツェで神権政治を行ったドミニコ会修道士ジローラモ・サヴォナローラの説教のテーマであった。背景の両側には岩山が見え、その向こう側には起伏の少ないなだらかな丘陵と湖の風景が広がっている。画面右側には高く尖い塔を備えた都市もある。丘陵は空気遠近法を用いた青い遠景の彼方へと消えていき、ウンブリア派に特徴的な細い木々がまばらに生えている。
本作品は四分の三正面の胸像、鑑賞者と絵画空間を結びつけながら分離させる欄干と、そこに置かれた手のモチーフの使用、背後に広がる風景、構図の均整など、初期フランドル派の巨匠ハンス・メムリンクの肖像画に影響を受けていることが指摘されている。これに加えてペルジーノは左腕全体を描き、衣服のひだを重ねることで奥行きを表現している。
ペルジーノはフランチェスコが移住したヴェネツィアで肖像画を制作した可能性がある。

## 来歴
肖像画が最初に登場するのは17世紀の枢機卿レオポルド・デ・メディチの目録であり、そこでは「ラファエロ・サンツィオの第二の様式」による作品として記載されていた。19世紀にはペルジーノやヤーコポ・フランチャの作品と見なされた。最終的にアントニオ・ラミレス・デ・モンタルボ（Antonio Ramirez de Montalvo）が板絵の裏側に碑文を発見して、最初の部分を解読し、これによりペルジーノの作品であることが判明した。
肖像画は長い間ペルジーノの自画像と考えられていた。そのため1883年にウフィツィ美術館に収蔵されたのちもヴァザーリの回廊で画家の自画像として飾られていた。その後、ガエターノ・ミラネージによる裏側の碑文の研究によってフランチェスコ・ディ・オペレの肖像画であることが明らかになった。
1977年に修復された。

## 影響
フランドル絵画に影響を受けて制作された『フランチェスコ・デッレ・オペレの肖像』は若いラファエロ・サンツィオに影響を与えた。ラファエロは本作品を通して間接的にフランドルの肖像画の多くの要素を参照し、ブダペスト国立西洋美術館に所蔵されている『若い男の肖像』（Ritratto di giovane）を制作した。しかし左腕全体を描いて奥行きを表現するペルジーノの手法は採っていない。

## ギャラリー
ペルジーノの肖像画

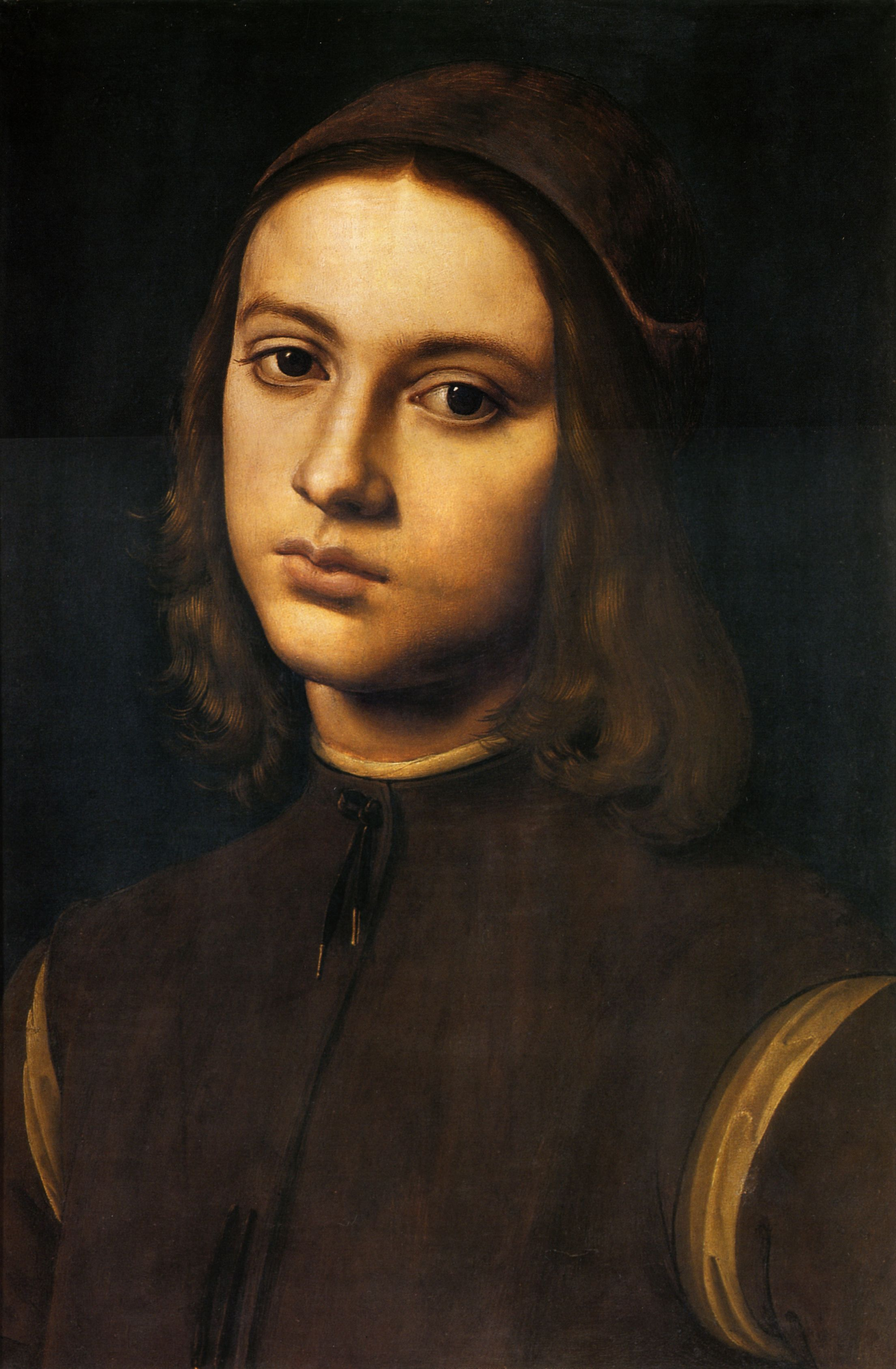
『若い男の肖像』1480年頃 ウフィツィ美術館所蔵
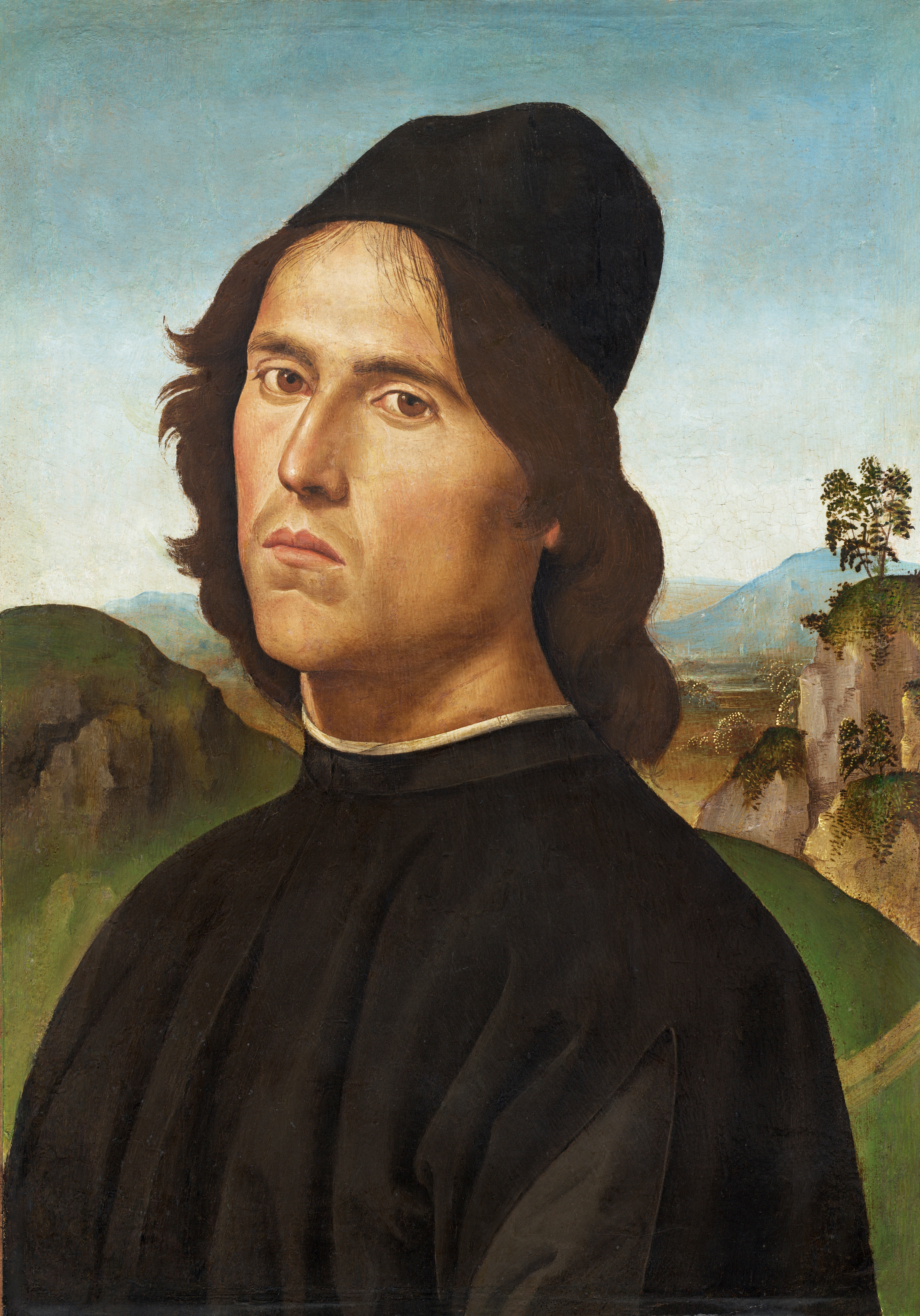
『ロレンツォ・ディ・クレディの肖像』1488年 ナショナル・ギャラリー・オブ・アート所蔵